# Rhamphomyia insignis
Rhamphomyia insignis är en tvåvingeart som beskrevs av Friedrich Hermann Loew 1871. Rhamphomyia insignis ingår i släktet Rhamphomyia och familjen dansflugor. Inga underarter finns listade i Catalogue of Life.